# Section communale
Cet article possède un paronyme, voir Section de commune.
La section communale (anciennement dénommée section rurale) est la plus petite division administrative en Haïti. Elle est dotée de l’autonomie administrative et financière. On en compte 571.

## Institutions
Elle est dirigée par un organe exécutif, le « Conseil d'Administration de la Section Communale » (CASEC) et un organe délibérant, l'« Assemblée de la Section Communale » (AsEC).
Ces deux institutions sont secondées par le « Conseil de Développement de la Section Communale » (CDSC).
À l'intérieur de chacune, il existe des villes ou des quartiers, des localités, des habitations, des lakou avec des distinctions parfois difficiles à saisir.

## Sources
- Décret portant sur l’organisation et le fonctionnement des sections communales.